# 奥菲尤尔
奥菲尤尔是挪威特伦德拉格的一個市镇，行政中心为奧爾內斯村。市镇面积为1,329平方公里，人口数量为4,288人（2020年），人口密度为每平方公里3.4人。